# Plan B Entertainment
Plan B Entertainment — американская кинокомпания, основанная в 2001 году актёром Брэдом Питтом, Дженнифер Энистон и Брэдом Грэем. После того, как Питт и Энистон развелись, а Грэй стал СЕО Paramout Pictures, Брэд Питт является единственным собственником компании. Компания сотрудничает с Paramount Pictures, Warner Bros. и 20th Century Fox. Президентом компании является Деде Гарднер. В 2013 году Джереми Клейнер был назначен сопредседателем компании.

## Фильмография
См. также Категория:Фильмы Plan B Entertainment.
- Троя (2004)
- Чарли и шоколадная фабрика (2005)
- Отступники (2006)
- На острой грани (2006)
- Год собаки (2007)
- Её сердце (2007)
- Как трусливый Роберт Форд убил Джесси Джеймса (2007)
- Красавчик/милашка (пилот телесериала) (2008)
- Частная жизнь Пиппы Ли (2009)
- Жена путешественника во времени (2009)
- Пипец (2010)
- Ешь, молись, люби (2010)
- Древо жизни (2011)
- Человек, который изменил всё (2011)
- Ограбление казино (2012)
- Война миров Z (2013)
- Пипец 2 (2013)
- 12 лет рабства (2013)[2]
- Воскрешение (телесериал) (2014—2015)
- Бездельник (телесериал) (2014—2016)
- Обычное сердце (телефильм) (2014)
- Сельма (2014)
- Правдивая история (2015)
- Соловей (телефильм) (2015)
- Игра на понижение (2015)
- Путешествие времени (2016)
- Лунный свет (2016)
- Затерянный город Z (2016)
- ОА (телесериал) (2016—2019)
- Вражда (телесериал) (2017)
- Статус Брэда (2017)
- Окча (2017)
- Красивый мальчик (2018)
- Если Бил-стрит могла бы заговорить (2018)
- Власть (2018)
- Последний чёрный в Сан-Франциско (2019)
- К звёздам (2019)
- Король Англии (2019)
- Честный кандидат (2020)
- Каджиллионер (2020)
- Минари (2020)
- Третий день (телесериал) (2020)
- Подземная железная дорога (телесериал) (2021)
- Внешние сферы (телесериал) (2022)
- Газетчицы (телесериал) (2022)
- Отец невесты (2022)
- Блондинка (2022)
- Её правда (2022)
- Говорят женщины (2022)
- Пейзаж с невидимой рукой (2023)
- Убийца (2023)
- Боб Марли: Одна любовь (2024)
- Задача трёх тел (телесериал) (2024)
- Битлджус Битлджус (2024)
- Одинокие волки (2024)
- Мальчишки из «Никеля» (2024)
- Микки 17 (2025)
- Формула-1 (2025)